# Devils Lake (Dakota du Nord)
Pour les articles homonymes, voir Devils Lake.
La ville de Devils Lake est le siège du comté de Ramsey, dans l’État du Dakota du Nord, aux États-Unis. Sa population s’élevait à 7 192 habitants lors du recensement de 2020.

## Histoire
La ville a été fondée en 1882 et a pris le nom d’un lac situé à proximité. Le site était auparavant peuplé par les Sioux. En 1883, la ville est renommée Creelsburg, puis Creel City, avant de reprendre son nom actuel en 1884.
Devils Lake a été incorporée en 1887.

## Démographie
| Groupe            | Devils Lake | Dakota du Nord | États-Unis |
| ----------------- | ----------- | -------------- | ---------- |
| Blancs            | 82,9        | 90,0           | 72,4       |
| Amérindiens       | 12,5        | 5,4            | 0,9        |
| Métis             | 3,4         | 1,8            | 2,9        |
| Afro-Américains   | 0,5         | 1,2            | 12,6       |
| Asiatiques        | 0,4         | 1,0            | 4,8        |
| Autres            | 0,3         | 0,5            | 6,2        |
| Total             | 100         | 100            | 100        |
|                   |             |                |            |
| Latino-Américains | 1,3         | 2,0            | 16,7       |

Selon l’American Community Survey, pour la période 2011-2015, 98,08 % de la population âgée de plus de 5 ans déclare parler l’anglais à la maison, 0,46 % déclare parler l'allemand et 1,48 % une autre langue.
| 1890 | 1900  | 1910  | 1920  | 1930  | 1940  |
| ---- | ----- | ----- | ----- | ----- | ----- |
| 846  | 1 729 | 5 157 | 5 140 | 5 451 | 6 204 |

| 1950  | 1960  | 1970  | 1980  | 1990  | 2000  |
| ----- | ----- | ----- | ----- | ----- | ----- |
| 6 427 | 6 299 | 7 078 | 7 442 | 7 782 | 7 222 |

| 2010  | 2020  | - | - | - | - |
| ----- | ----- | - | - | - | - |
| 7 141 | 7 192 | - | - | - | - |

## Climat
Selon la classification de Köppen, Devils Lake a un climat continental humide, abrégé Dfb.

## Galerie photographique

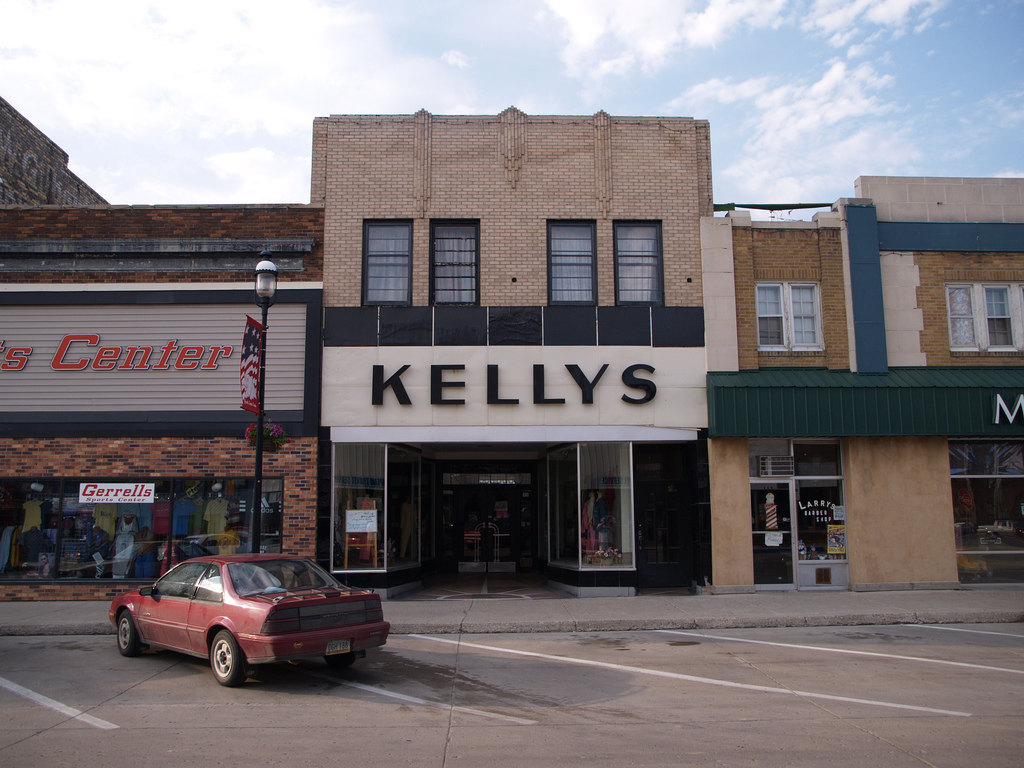
Le centre-ville de Devils Lake en 2005
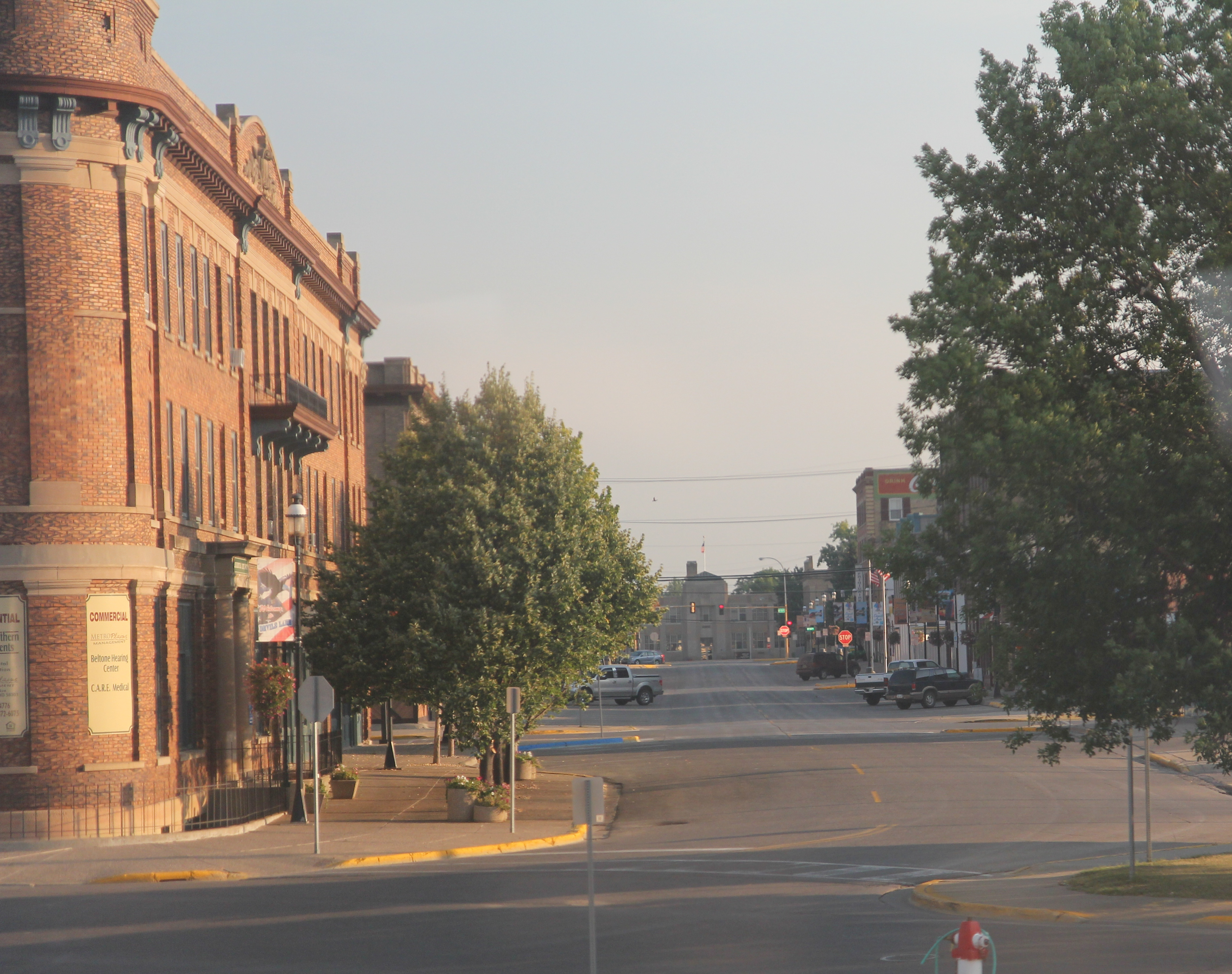
Le centre-ville de Devils Lake en 2013
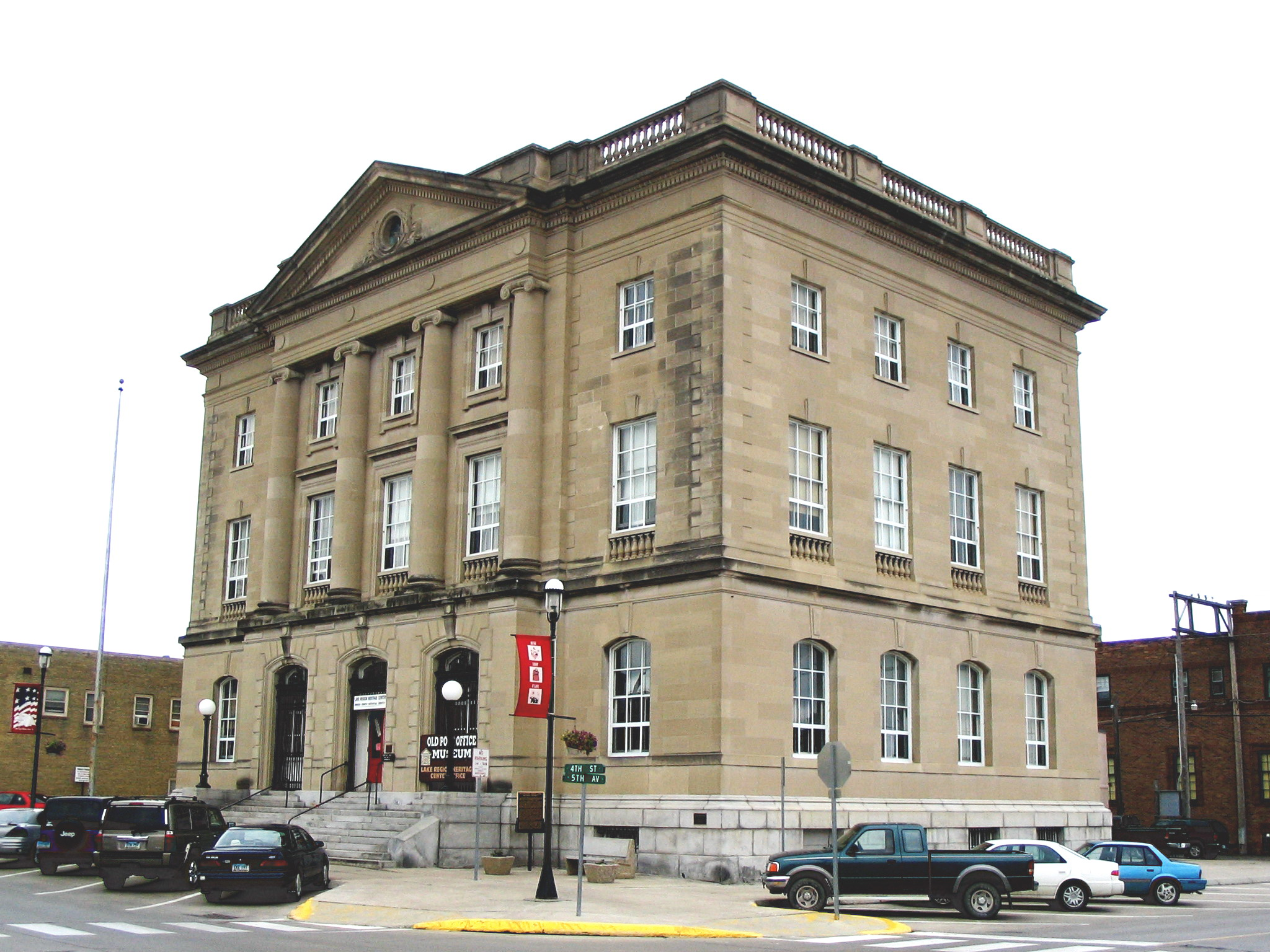
U.S. Post Office and Courthouse, bâtiment conçu par l’architecte James Knox Taylor (en) et classé monument historique
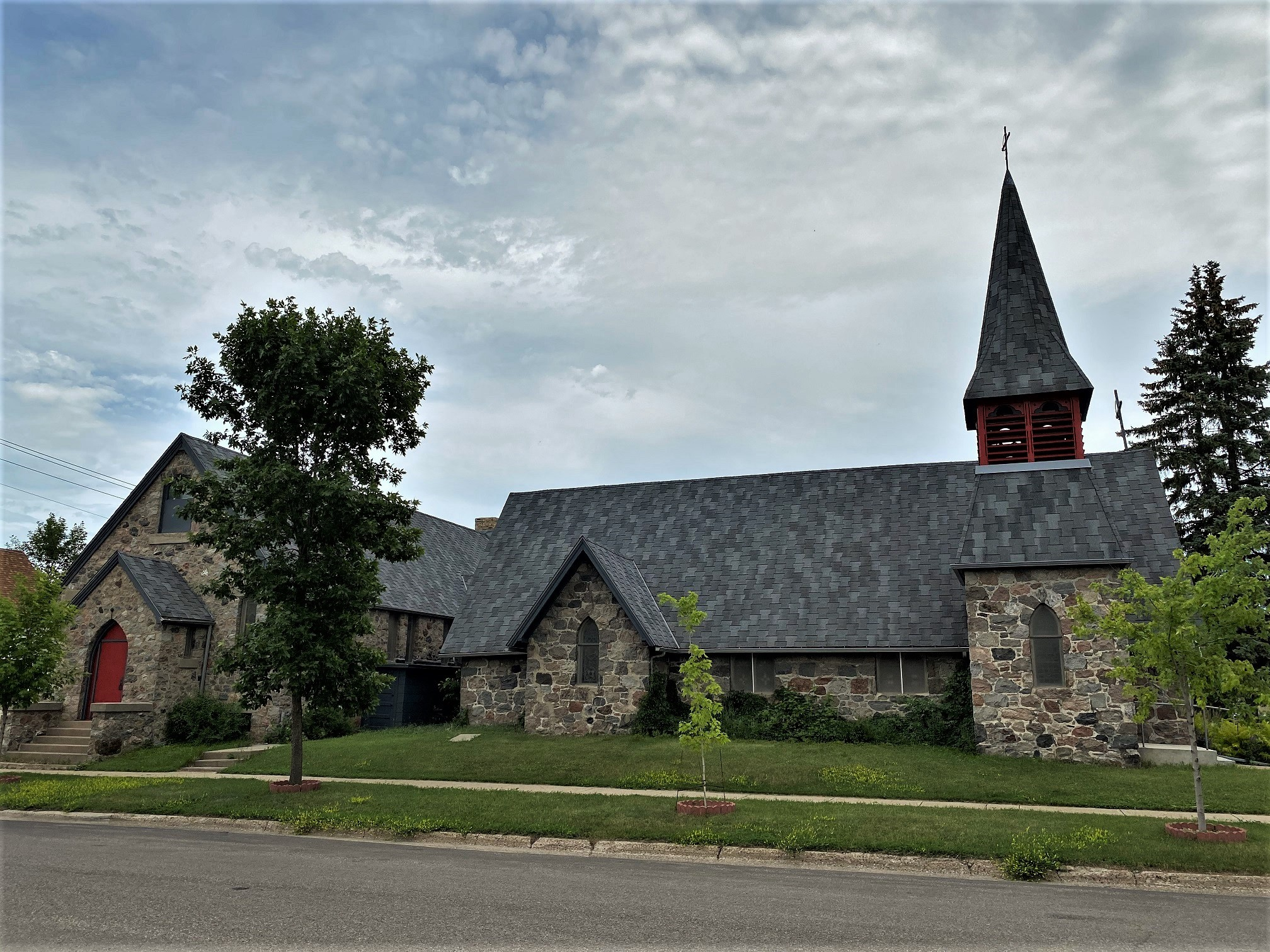
L’église épiscopalienne
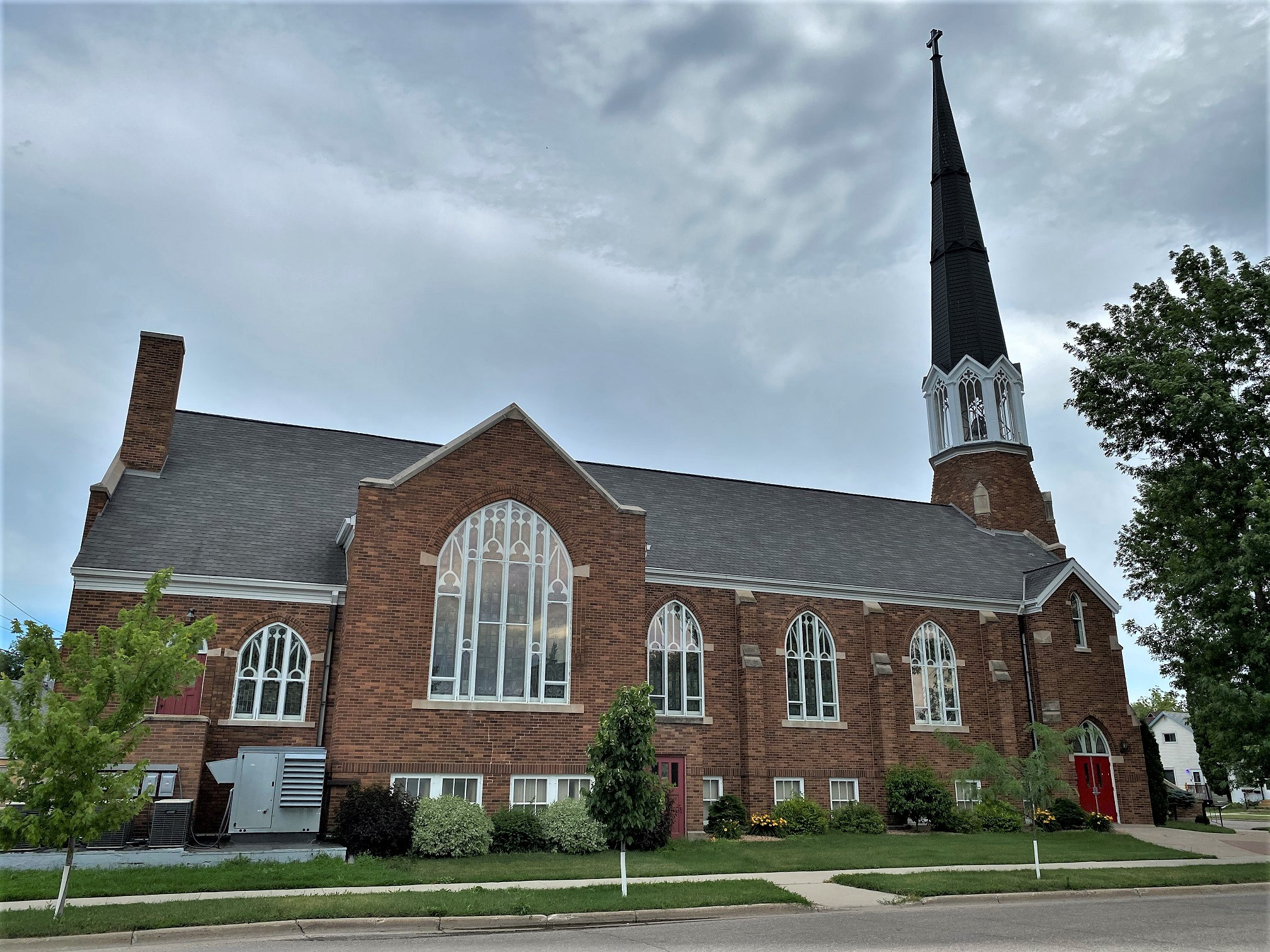
L’église luthérienne Saint-Olaf
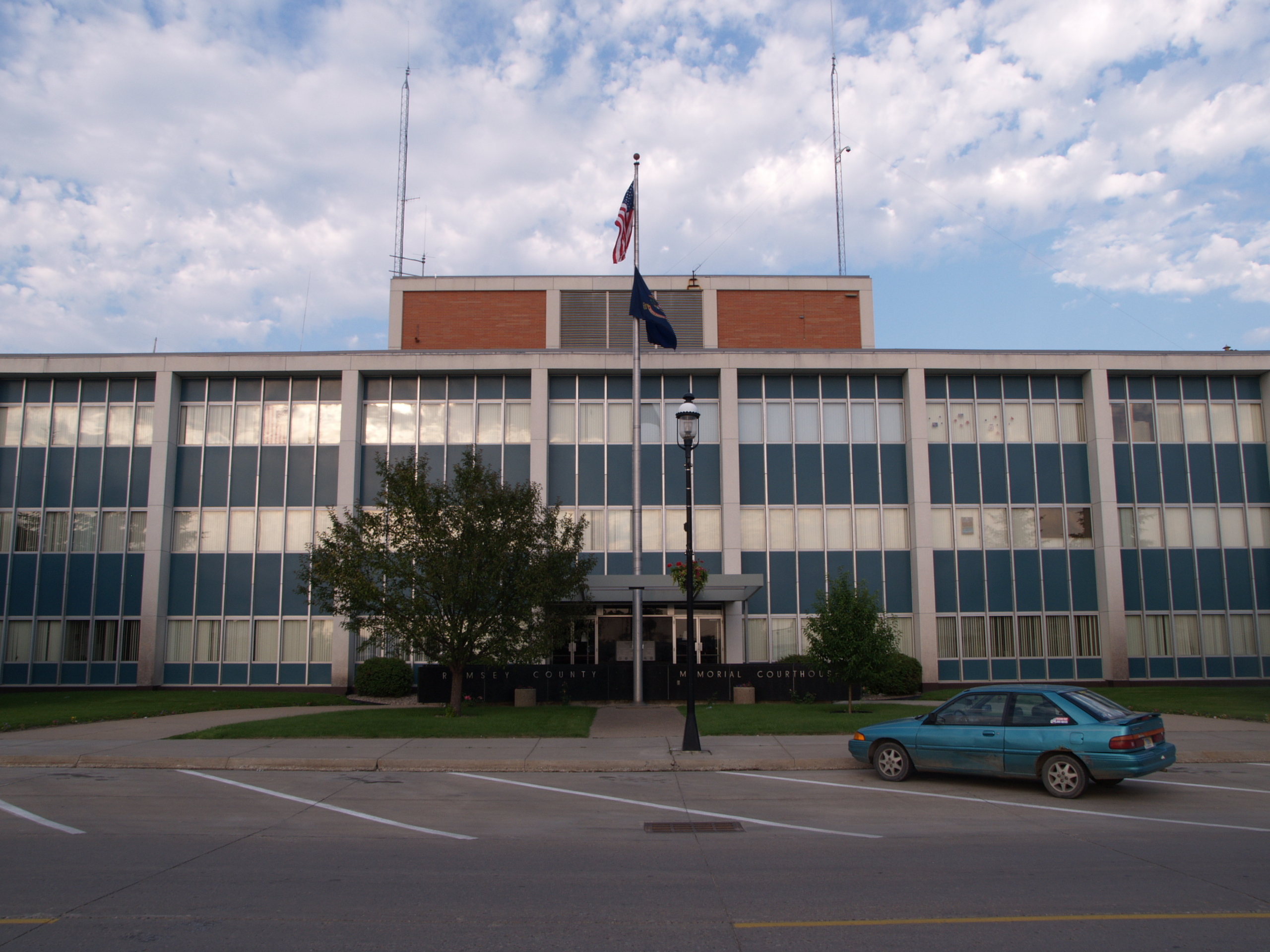
La cour de justice du comté